# Manningaburg
Die von einer breiten Graft umgebene Manningaburg in Pewsum war ursprünglich ein Häuptlingssitz der ostfriesischen Familie Manninga, die auch Herren von Lütetsburg, Jennelt und Westeel waren. 1565 verkaufte Hoyko Manninga die Niederungsburg sowie die Pewsumer Mühle an Graf Edzard II. von Ostfriesland und dessen Gemahlin Katharina von Schweden. Von der ursprünglichen Burganlage ist nur noch die Unterburg erhalten.

## Geschichte
Die lokalen Häuptlinge aus dem Geschlecht der Manninga ließen die Burg im 15. Jahrhundert errichten. Die Manninga sollen aus dem Verband der Beningamannen des Emsigerlandes hervorgegangen sein. Pewsum war vermutlich der älteste Stammsitz der Familie. Es ist bis dato unklar, wer die Burg in Pewsum erbaute. Erstmals erscheint im Jahre 1404 ein Dedeke to Pewsum als Häuptling in den Urkunden.
Im Jahre 1458 errichtete Poppo Manninga die Pewsumer Burg neu. Wahrscheinlich war es Fokko Manninga, der um 1530 den Auftrag erteilte, unmittelbar neben diesem Bauwerk die prächtig ausgestattete Neue Burg errichten zu lassen. Ihre beiden Türme dienten in der Folge auch als Seezeichen. Der gesamte Gebäudekomplex, bestehend aus der alten Vorburg und der neuen Oberburg, war von drei Gräben umschlossen. Nach dem Tod Fokkos trat sein Sohn Hoyko Manninga sein Erbe im Jahre 1540 an. Er setzte den Ausbau der Pewsumer Burg fort. Allerdings hatte ihm sein Vater bereits einen großen Schuldenberg hinterlassen, den der als verschwenderisch geltende Hoyko beträchtlich ausbaute. Nach und nach musste er den alten Familienbesitz veräußern, um seine Gläubiger bedienen zu können. Bereits 1540 verkaufte er seine Jennelter Herrschaft an seinen Verwandten Christoph von Ewsum, 1560 das Haus Asinga in Warffum (Provinz Groningen), 1560 und 1562 noch Land zu Visquard sowie Ländereien zu Jennelt, die ihm noch gehörten. 1565 war er schließlich gezwungen, auch die Burg und die Herrlichkeit Pewsum für 80.000 Gulden an Katharina von Schweden, die Gattin des damaligen Landesherrn, Graf Edzard II., zu verkaufen.
Die neuen Besitzer hielten sich häufig auf der Burg auf. Seit 1611 war sie Wohnsitz ihrer Töchter, der Gräfinnen Sophia († 1630 in Pewsum) und Maria, der späteren Herzogin von Braunschweig-Lüneburg-Danneberg. Sie waren es, welche die Tradition der Vergabe des „Burgbrotes“ an die Armen der Gemeinde Pewsum und Woquard begründeten, die bis zum Ersten Weltkrieg gepflegt wurde.
Während des Dreißigjährigen Krieges bewohnten Graf Peter Ernst II. von Mansfeld, im Jahre 1623 der spätere Feldmarschall Dodo von Knyphausen sowie 1644 der hessische General von Eberstein die Burg.
Im 17. Jahrhundert weilten oft die ostfriesischen Fürsten mit ihren Gästen hier (unter anderem Aufenthalt des Großen Kurfürsten während seiner Reise in die Niederlande 1634). Im Jahre 1669 wurde die Burg umfassend renoviert. Danach setzte ihr Verfall ein. Der Geldmangel des ostfriesischen Fürstenhauses Cirksena machte dringend erforderliche Reparaturen unmöglich. Vor allem die Bausubstanz der Oberburg litt. Im Jahre 1716 musste sie schließlich abgebrochen werden. Nach dem Tod des letzten einheimischen Fürsten, Carl Edzard gelangte die Burg in den Besitz des preußischen Königs Friedrich II. Dieser wollte sie auf Abbruch verkaufen, rückte aber von diesem Plan ab, weil ihm die Gebote für die Anlage zu niedrig erschienen.
1859 gelangte die Burg in private Hand. Heute ist nur noch die Unterburg, der Kern der Burganlage aus dem Jahre 1458 erhalten. Das Torhaus mit niederländischem Einfluss stammt etwa aus der Zeit um 1550. Die Vorburg (mit Marstallgebäude) und die Oberburg (das Schloss) aus dem 16. Jahrhundert wurden bereits im 18. Jahrhundert abgerissen.
Im 20. Jahrhundert betrieb Cornelia, die Schwester von Hermine Heusler-Edenhuizen, etwa von 1920 bis 1930 ein Kinderheim in der Burg. In der Zeit des Nationalsozialismus war die Gauführerschule Weser-Ems in der Burg untergebracht. Im März 1935 begann dort der erste einjährige Führerlehrgang mit 40 Teilnehmern, in dem Grundlagen „zum Führertum des politischen Soldaten“ gelegt werden sollten. Während des Zweiten Weltkrieges diente das Gebäude als Lazarett. Anschließend wurden dort Heimatvertriebene einquartiert.
1954 kaufte der „Heimatverein Krummhörn e. V.“ mit Hilfe des Kreises Norden und der Ostfriesischen Landschaft die Burg. Die Anlage stand zu dieser Zeit kurz vor dem Verfall, so dass der Verein die Burg zunächst umfassend sanieren musste. 1980 übernahm die Gemeinde Krummhörn die Burg. Zurzeit befinden sich in der Burg ein Museum und das Standesamt, in dem jährlich etwa 100 Paare getraut werden.

## Baubeschreibung
Von der einstigen Anlage steht heute nur noch die Vorburg. Sie ist von einem breiten Graben umgeben. Die Grundmauern der 1458 von Poppo Manninga errichteten Burg sind bis heute im West- und Südflügel der Vorburg erhalten. Der Nordflügel entstand um 1550 nach niederländischem Vorbild mit wechselnden Sandstein- und Backsteinbändern, den so genannten Specklagen.

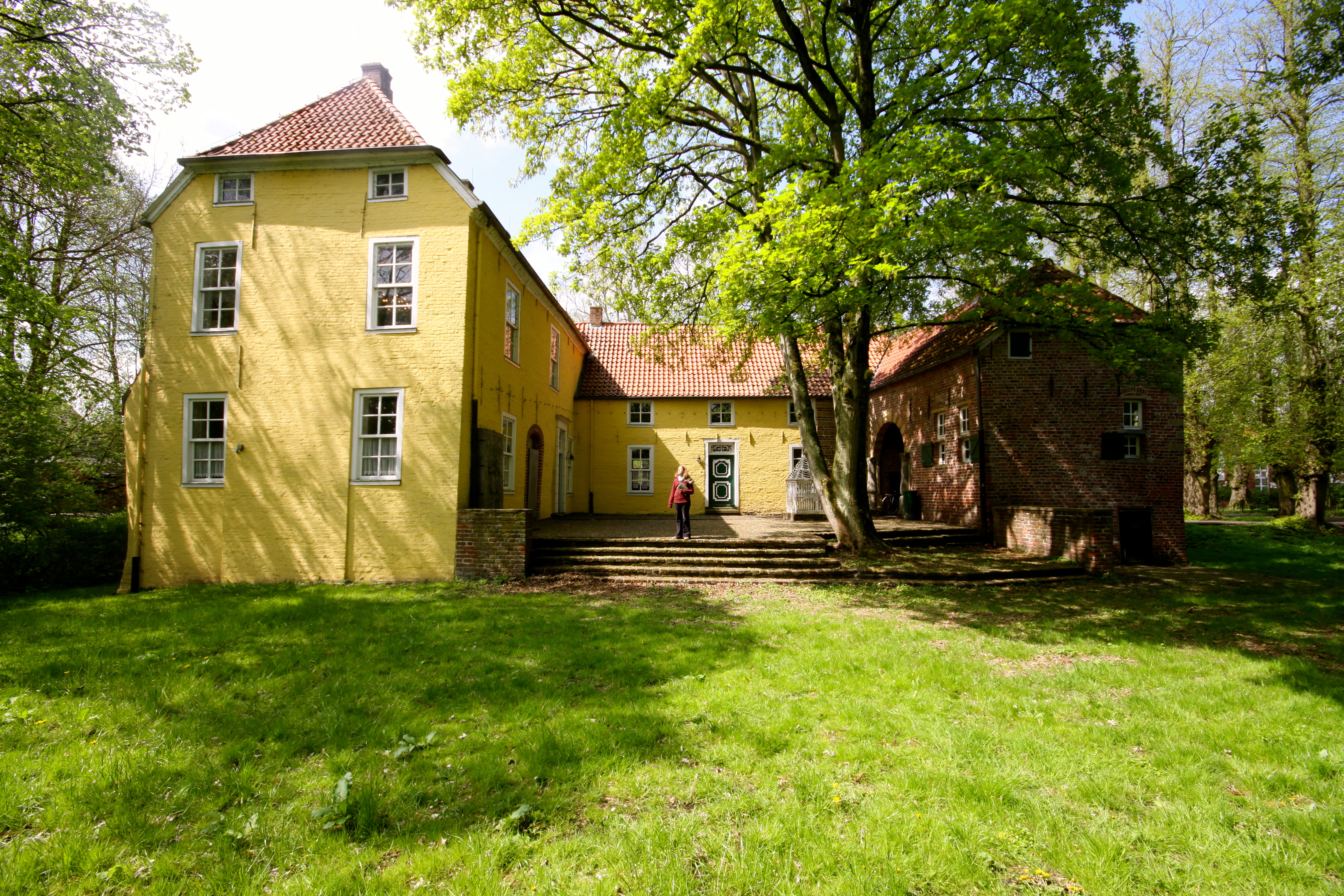
Innenhof der Manningaburg
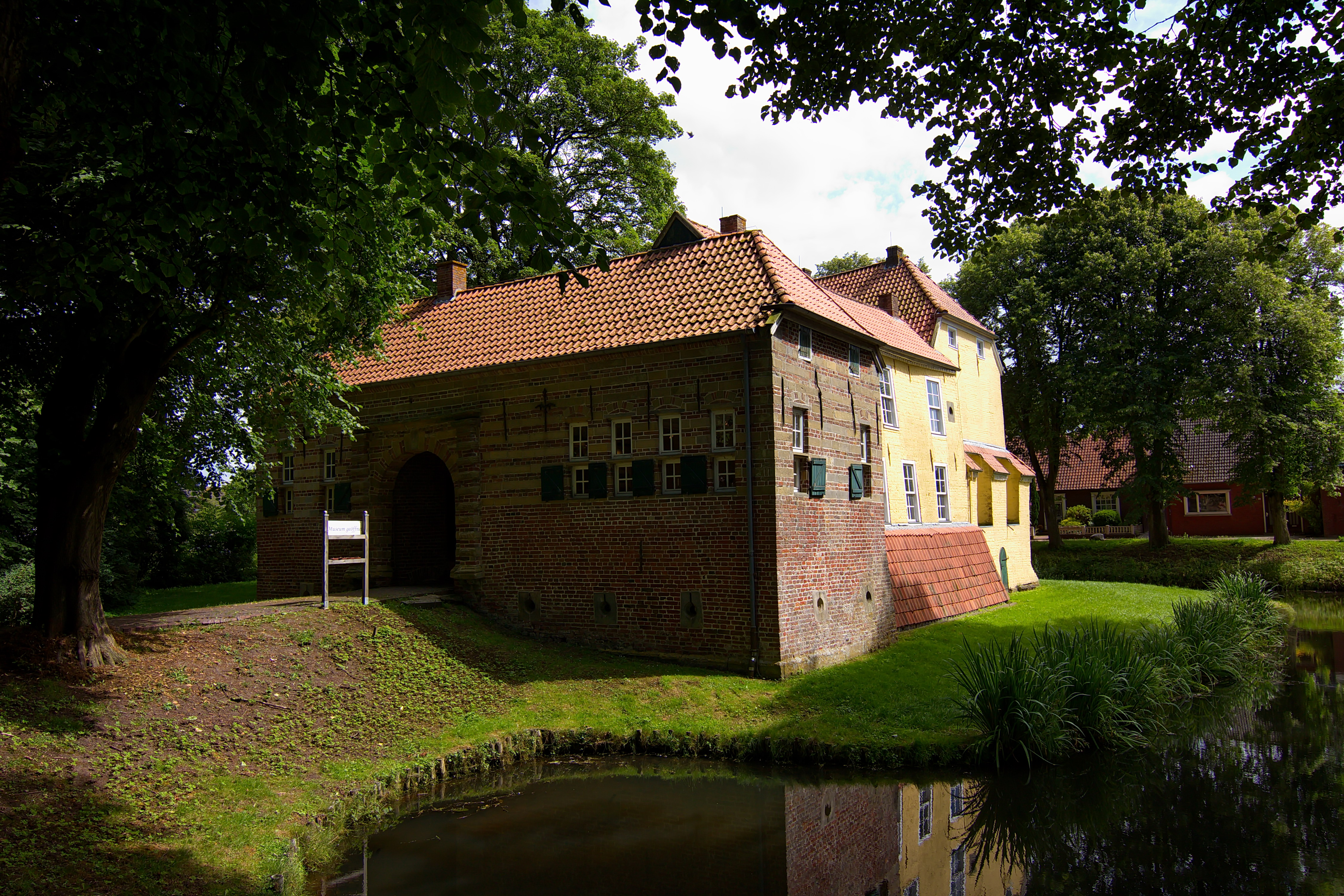
Burg von Nordwest gesehen
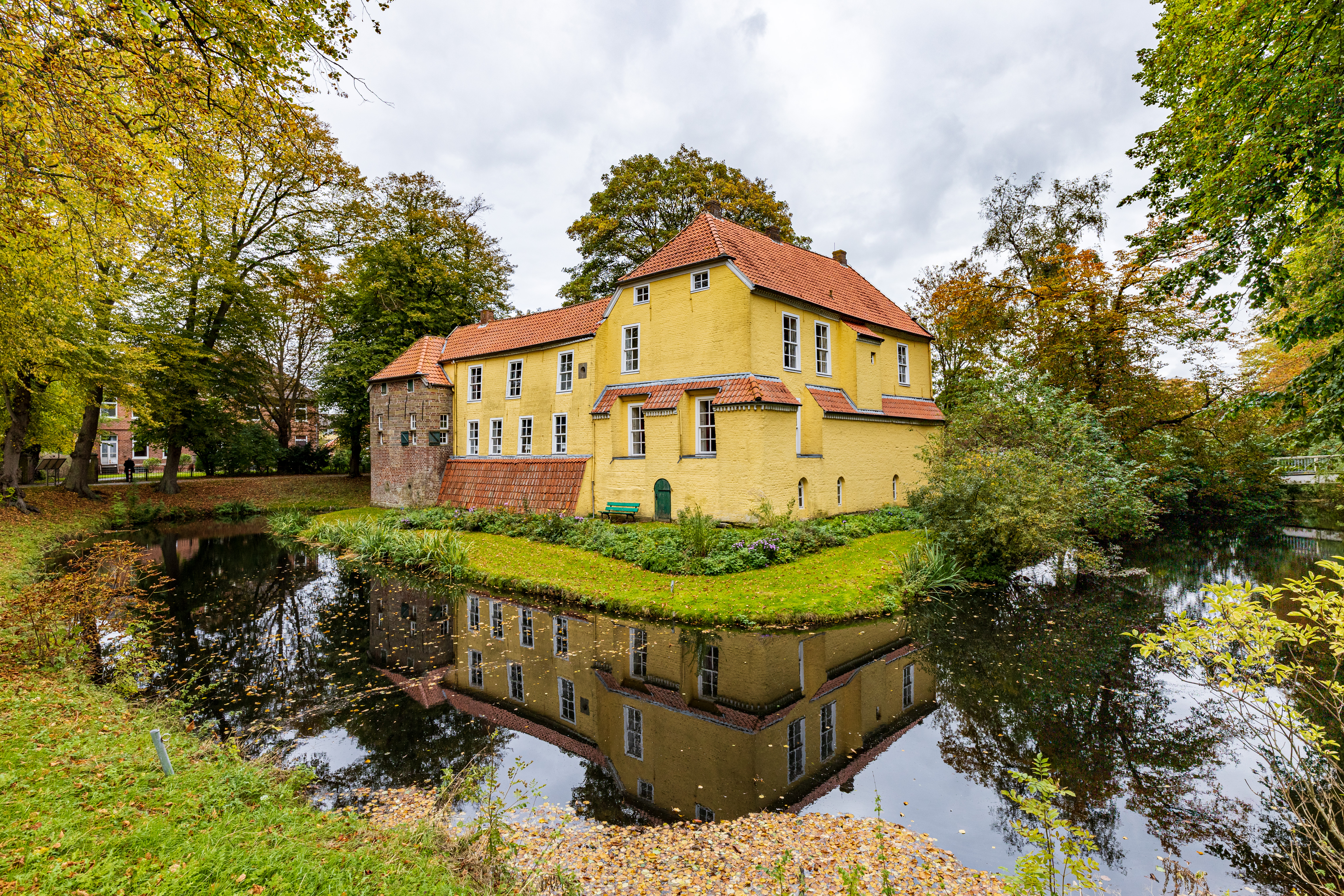
Burg von Südwest gesehen
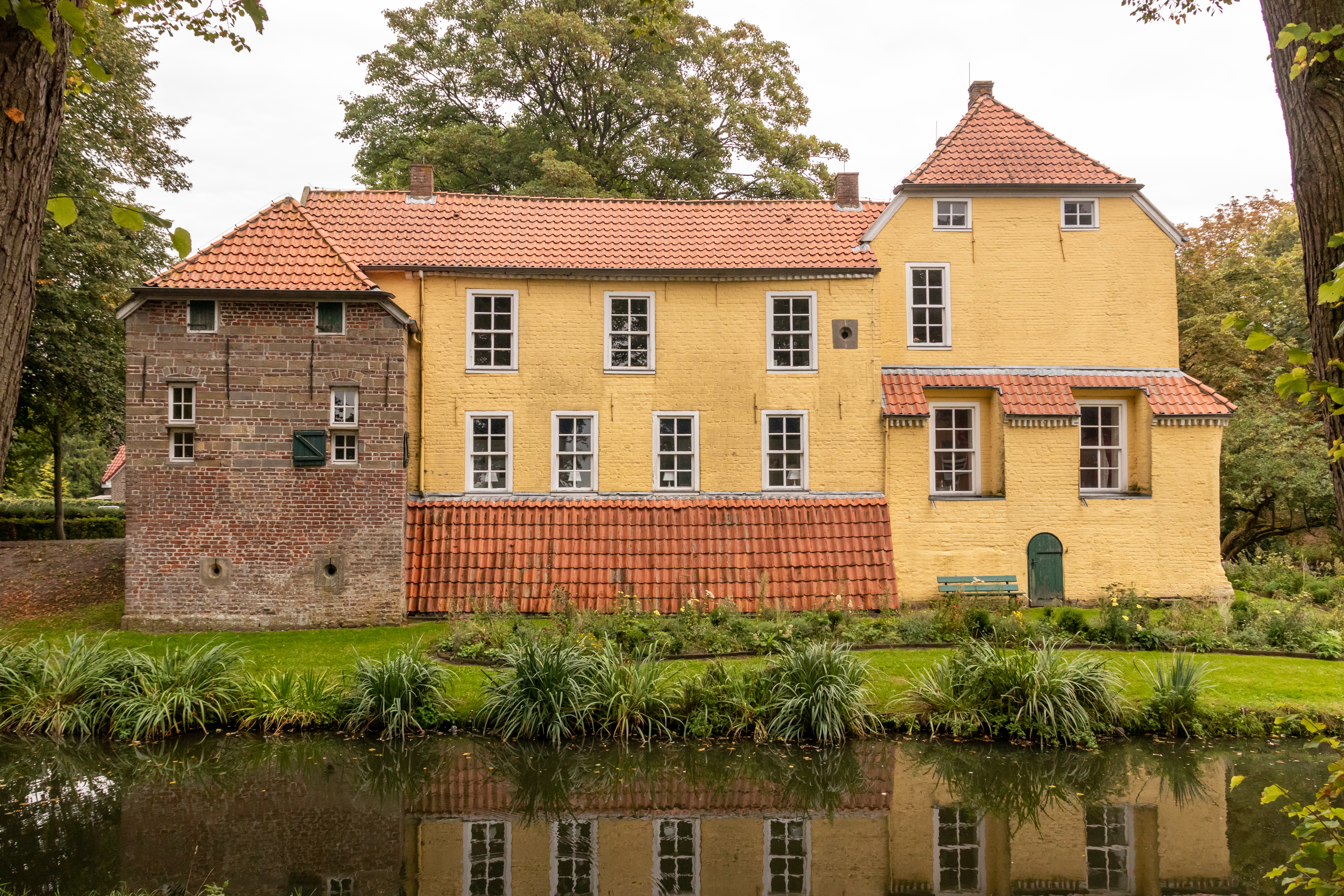
Westseite der Burg

## Museum
Das in dem Gebäude untergebrachte Burgmuseum Pewsum  befasst sich mit der Geschichte des Burgenbaus in Ostfriesland sowie des Groningerlandes. Ein weiterer Schwerpunkt der Dauerausstellung ist die Geschichte des Kirchenbaus in Ostfriesland sowie die Religiosität. Wechselnde Ausstellungen ergänzen das Programm.